# Aglyptodactylus securifer
Aglyptodactylus securifer – gatunek płaza bezogonowego z rodziny mantellowatych (Mantellidae). Endemit zachodniego i północnego Madagaskaru.

## Taksonomia
Rodzina mantellowatych, do której należy ten płaz, była dawniej klasyfikowana jako podrodzina (Mantellinae) w obrębie rodziny żabowatych.

## Morfologia
Samiec mierzy 3,5 cm długości.
Pod względem szerokości głowy gatunek sytuuje się pośrodku, pomiędzy Aglyptodactylus laticeps z szeroką głową i Aglyptodactylus madagascariensis, u którego jest ona węższa. Staw skokowy górny sięga okolicy pomiędzy czubkiem pyska i nozdrzem. Palce tylnych łap łączy błona pławna, czego nie stwierdza się w przypadku przednich.
Gładka skóra grzbietowej powierzchni ciała zabarwiona jest na szarobrązowo do czerwonobrązowego, jednak u samców przystępujących do rozrodu przybiera ona kolor żółtawy. Podobnie jak 2 wymienione powyżej gatunki tego samego rodzaju, A. securifer posiada charakterystyczne czarne plamy po obu stronach pyska i mniejsze w okolicy pachwinowej.

## Występowanie
Ten madagaskarski płaz zasiedla następujące miejsca:
- Las Kirindy (20°03′S 44°39′E/-20,050000 44,650000), niecałe 100 m n.p.m. ok. 60 km na północ od Morondava − jest to jego lokalizacja typowa[4]
- półwysep Sahamalaza
- Tsingy de Bemaraha
- Benavony
- Montagne des Français
- Fôret D’Ambre Special Reserve

Zwierzę zamieszkuje tereny położone poniżej 520 m n.p.m. Jego siedlisko stanowią lasy tropikalne wilgotne i suche. Płaz radzi sobie także w lesie zmodyfikowanym działalnością ludzką, nie spotyka się go natomiast na terenach otwartych.

## Rozmnażanie
Przebiega eksplozywnie za dnia w zbiornikach wodnych stałych i okresowych, zazwyczaj po ulewnych deszczach. Nawoływanie składa się z powolnych serii 1–3 długich dźwięków.

## Status
Pomimo trudności w znalezieniu osobników poza sezonem rozrodu sądzi się, że gatunek występuje pospolicie. Jego całkowita liczebność spada. Pewne jest, że licznie występuje lokalne i wtedy nawet poza sezonem rozrodu spotyka się osobniki za dnia i w nocy w ściółce.
Wśród czynników wpływających negatywnie na środowisko tego płaza IUCN wymienia:
- rolnictwo
- pozyskiwanie drewna i wytwarzanie węgla drzewnego
- wypas zwierząt gospodarskich
- pożary
- osadnictwo ludzkie

Występuje na kilku obszarach chronionych, w tym:
- Park Narodowy Tsingy de Bemaraha
- Réserve Spéciale de Manongarivo
- Fôret D'Ambre Special Reserve